# Randall Winston
Randall Winston är en amerikansk TV-producent och skådespelare.

## Producentgrafi
- 2001-2008 - Scrubs
- 2006 – Nobody's Watching
- 2005 – Confessions of a Dog
- 1996-2000 - Spin City
- 1996 – Champs

Randall har även spelat vakten Leonard med handprotes i Scrubs.